# روكا دي كافي
روكا دي كافي هي بلدية في العاصمة روما في منطقة لاتيوم الإيطالية، وتقع على بعد حوالي 40 كيلومتر (25 ميل) شرق روما.
هي موطن لبقايا قلعة عائلة كولونا، والتي تضم اليوم متحفًا لعلم الحفريات الجيولوجية ونقطة مراقبة فلكية.